# Poignet mousquetaire
 (mai 2020).
Si vous disposez d'ouvrages ou d'articles de référence ou si vous connaissez des sites web de qualité traitant du thème abordé ici, merci de compléter l'article en donnant les références utiles à sa vérifiabilité et en les liant à la section « Notes et références ».

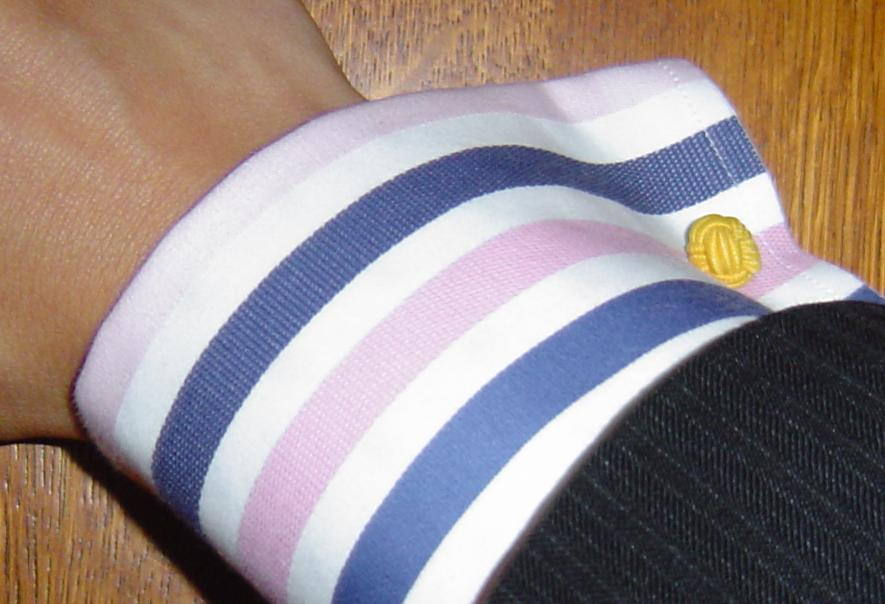
Poignet mousquetaire

Un poignet mousquetaire (ou manche mousquetaire ou encore poignet droit) est un poignet à revers. On en trouve principalement sur les chemises masculines. Il est d'ordinaire assez rigide (comme le col de chemise) et se ferme au moyen d'un bouton de manchette que l'on introduit dans les boutonnières surpiquées prévues à cet effet.
Le poignet mousquetaire est plus ample et permet à la manche de mieux bouger avec le costume porté par-dessus.
Il est aujourd'hui largement supplanté par les poignets simples pourvus d'un ou deux boutons attachés avec du fil, mais il reste plébiscité dans les milieux professionnels ou dans un contexte plus chic,, et plus généralement dans les costumes de cérémonie associés à des événements festifs tels que mariages et soirées mondaines.
En France, l'utilisation d'un poignet mousquetaire peut être considéré comme ostentatoire.
Lors de sa journée d'investiture, le président français Emmanuel Macron portait une chemise à poignets mousquetaire aperçus à sa sortie de l'Hôtel de ville de Paris en fin d'après-midi.